# Convento de la Moheda
El convento de la Moheda es un inmueble en ruinas del término municipal español de Cañaveral, en la provincia de Cáceres.

## Historia
El convento, que hacia mediados del siglo XIX ya se encontraba en completa ruina, está ubicado en el término de Grimaldo, al este de dicha localidad. Perteneció a la Orden de San Francisco. Aparece descrito en el decimoprimer volumen del Diccionario geográfico-estadístico-histórico de España y sus posesiones de Ultramar de Pascual Madoz de la siguiente manera:

MOHEDA: conv. en desp. en la prov. de Cáceres, part. jud. de Coria, térm. de Grimaldo. sit. á 1/2 leg. E. de la v., perteneció a la órden de San Francisco, con el título de Nuestra Sra. de los Anjeles: está en completa ruina y le cercan muchas viñas y olivares.
(Madoz, 1848, p. 451)